# نساء سريالية

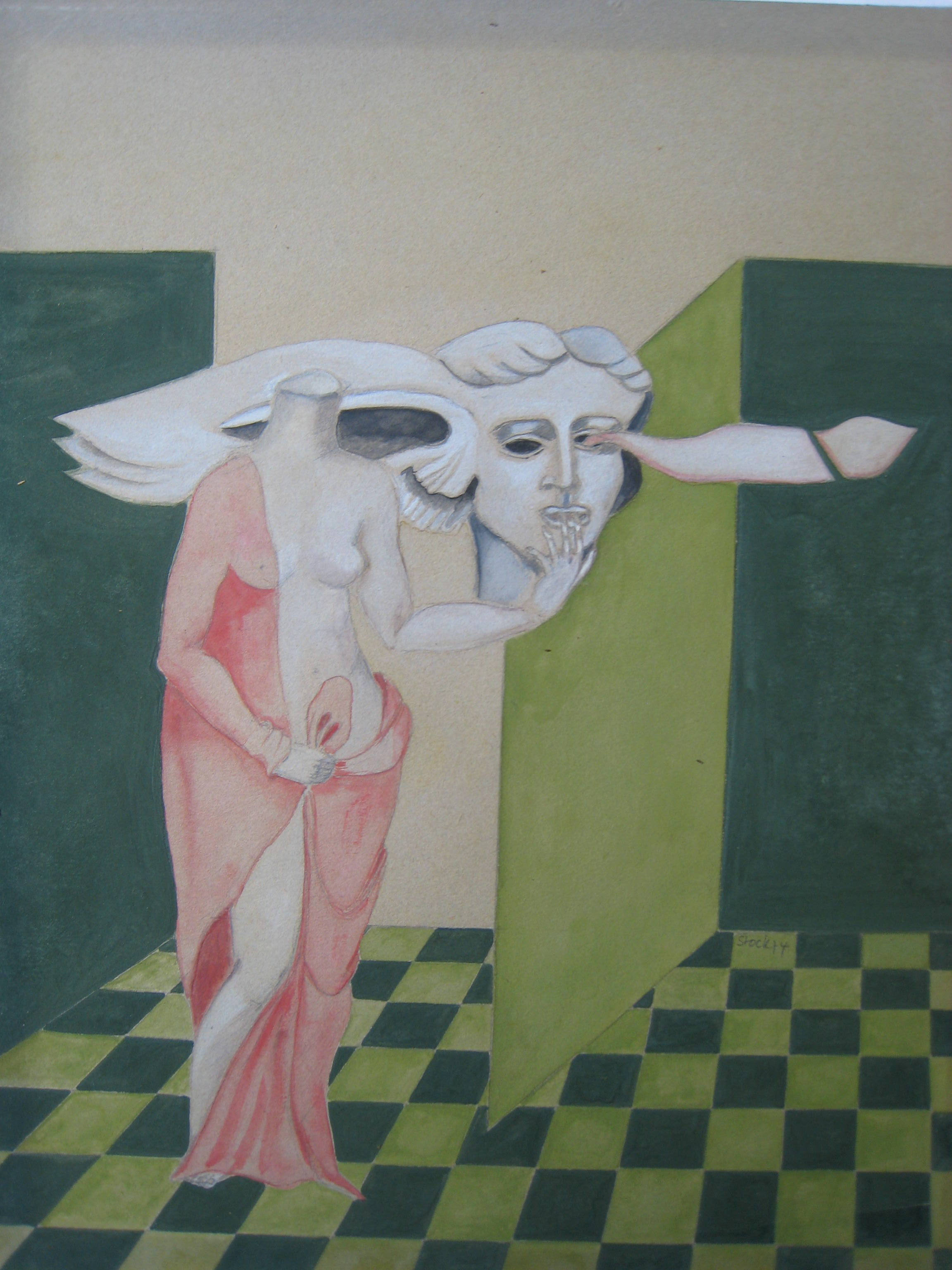

النساء السريالية (بالإنجليزية: Women Surrealists)‏ هن مجموعة من النساء الفنانات والمصورات والمخرجات والمؤلفات المرتبطات بالحركة السريالية، التي بدأت في أوائل 1920.

## الرسامات
- كانت جيرترود أبركرومبي (1909-1977) فنانة، ورسامة من الولايات المتحدة الأمريكية ولدت في أوستن، تكساس. استوحت أعمالها من السرياليين، وأصبحت بارزة في الثلاثينيات والأربعينات. كما شاركت في مشهد موسيقى الجاز وكانت لها صداقات مع الموسيقيين مثل ديزي جيليسبي، تشارلي باركر وسارة فوغان.
- كانت ماريون أدنامز (1898 - 1995) رسامة إنجليزية اشتهرت بلوحاتها السريالية.
- ولدت إيلين فوريستر آجار (1899-1991) في الأرجنتين وانتقلت إلى بريطانيا في مرحلة الطفولة. كانت بارزة بين السرياليين البريطانيين. أجار جعلت الفن التصويري المعقد واللوحات من الأشكال العضوية المجردة.
- كانت راشيل بيس (1912-1983) رسامة بلجيكيا، كانت منذ عام 1929 وصاعدا عضوا في المجموعة السريالية حول رينيه ماغريت.
- فاني برينان (1921-2001)،
- كانت إيمي بريدغواتر (1906-1999) فنانه وشاعره

في اللغة الإنجليزية مرتبطين بالحركة السريالية.
- ليونورا كارينجتون (1917-2011) كانت رسامة سرياليه عاشت في المكسيك وهي بريطانية المولد. التقت بالسوريالية ماكس ارنست في عام 1937، وكان لها علاقة مؤلمة ومعقدة معه. الكثير من عملها هو عن السيرة الذاتية.
- كانت إيثيل كولكهون (1906-1988) رسامه ومؤلفه سرياليه بريطانيه.
- ليونور فيني (1907-1996)، ولدت في بوينس آيرس، التقت السرياليين في عام 1936 ولكن لم تنضم رسميا. انها ترسم صور مذهلة، في كثير من الأحيان مع أبو الهول أو الظهور.
- فالنتين هوغو (1887-1968)، كانت مصورة وتزوجت من جان هوغو، وشاركت في الحركة السريالية بين عامي 1930 و 1936.
- كانت فريدا كاهلو (1907-1954) رسامه مكسيكيه.
- كانت غريتا نوتسون (1899-1983) فنانه وكاتبه سويدية تابعه إلى السريالية بينما كانت متزوجه من تريستان تزارا في الثلاثينيات.
- كانت ماروجا مالو (1902-1995) رسامه إسبانيه تأثرت لوحاته في الثلاثينيات بالسريالية.
- كانت مارغريت مودلين (1927 - 1998) رسامة سريالية أمريكيه ونحاتة ومصورة قضت معظم حياتها في إسبانيا.
- مانون بوتفين (1968 -)  فنانة فرنسية / كندية وشاعرة وأدبية في النثر ورسامة سريالية من الفن الرائع في مشاهد الطبيعة.
- كانت اليس راهون (1904-1987) شاعره وفنانه فرنسيه / مكسيكيه، ساهمت في عملها في بداية التعبير التجريدي في المكسيك.

بدأت كاي ساجا (1898-1963) في رسم المناظر الطبيعية السريالية في أواخر الثلاثينيات، والتقت وتزوجت وج زميلها السريالي إيف تانجي في عام 1940.
- كانت إيفا -(سيفان كمجروفا -Švankmajerová)-(1940-2005) رسامه تشيكيه، وكاتبه. تعاونت مع زوجها جان سفانكماجر على أفلام مثل أليس، فاوست والمتآلفين من المتعة.

كانت دوروثيا تانينغ (1910-2012) رسامه أمريكيه، ونحاته، وكاتبه، وشاعره، تأثرت اعملها باكرا بالسريالية. أصبحت جزءا من دائرة السرياليين في نيويورك في 1940، وكانت متزوجه من زميلها السريالي ماكس ارنست لمدة 30 عاما.
- بريدجيت بيت تيشينور (1917-1990)، ولدت في باريس وهي منحدره من أصل بريطاني، واعتنقت. الرسالية السريالية من الفن الرائع في مدرسة الواقعية السحرية ومصممة أزياء.
- توين (1902-1980)، رسامه تشيكيه، وعضو في الحركة السريالية.
- ريميديوس فارو (1908-1963)، وهي اسبانيه وانتقل ت إلى المكسيك، كانت معروفه في لوحاتها من الأحلام من الخيال العلمي. كانت متزوجة من الشاعر السريالي بنيامين بيريت.
- كانت فاني برينان (1921-2001) رسامة سريالية فرنسية أمريكية. ولد برينان في فرنسا، نشأت في عالم الفن والتي كانت تقضي بعض الوقت مع جيرالد وسارة ميرفي وبابلو بيكاسو. ظهرت في معرضين في عام 1941 في معرض مكتبة ويكفيلد. وكذلك كانت لديها ثلاثة معارض منفردة في عام 1973 وكتاب نشر عن عملها في عام 1990.

## النحاتات
كانت إليسا بريتون (1906-2000) فنانه وكاتبه فرنسيه من مواليد تشيلي. الزوجة الثالثة من أندريه بريتون، وقالت انها جعلت صناديق سريالية.
كانت ميريت أوبنهايم (1913-1985) نحاته ومصوره ألمانيه- سويسريه مشهوره أيضا كأحد نماذج مان راي. من أشهر نحتها كائن (الإفطار في الفراء)، فنجان، صحن وملعقة مغلفة تماما في الفراء البني الناعم.
كانت ميمي بارنت (1924-2005) فنانه كنديه
```
وصفها بريتون بأنها واحده من «القوى الحيوية» للسريالية. وكانت «كائنات الصورة» هي الهجين بين اللوحة والنحت.
```

## المصورات
كانت كلود كاهون (1894-1954) مصوره وكاتبه
```
فرنسيه مرتبطه بالحركة السريالية.
```

كانت نوشش Éluard -(1906-1946) مصوره وفنانه ونموذجها الفرنسي.
كانت هنرييت غريندات (1923-1986) واحدة من عدد قليل من النساء السويسريات لتطوير الاهتمام في التصوير الفوتوغرافي الفني، وربط مع أندريه بريتون والتعاون في وقت لاحق مع ألبرت كامو.
إيدا كار (1908-1974) مصوره روسيه ولدت وعاشت وعملت في باريس والقاهرة ولندن.
كانت دورا مار (1907-1997) مصوره فرنسيه كرواتيه ولدت قبل 9 سنوات من بابلو بيكاسو.
كانت إميلا ميدكوفا (1928-1985) مصوره تشيكيه بدأت إنتاج أعمال سريالية في عام 1947، وقبل كل شيء صور وثائقية رائعة للبيئة الحضرية.